# (84922) 2003 VS2
(84922) 2003 VS2 ist ein großes transneptunisches Objekt, das bahndynamisch als Plutino eingestuft wird. Aufgrund seiner Größe ist der Asteroid ein Zwergplanetenkandidat.

## Entdeckung
2003 VS2 wurde am 14. November 2003 im Rahmen des Near-Earth-Asteroid-Tracking-Programmes von einem Astronomenteam bestehend aus Steven Pravdo, D. MacDonald, Kenneth Lawrence, Michael Hicks, R. Bambery, Eleanor „Glo“ Helin, R. Thicksten und K. Kuluhiwa mit dem 1,2–m–Teleskop am Palomar-Observatorium (Kalifornien) entdeckt, am gleichen Tag wie Sedna. Die Entdeckung wurde am 16. November 2003 bekanntgegeben, der Planetoid erhielt die Kleinplanetennummer 84922.
Nach seiner Entdeckung ließ sich 2003 VS2 auf Fotos bis zum 17. September 1991, die im Rahmen des Deep Sky Survey ebenfalls am Palomar-Observatorium gemacht wurden, zurückgehend identifizieren und so seinen Beobachtungszeitraum um 12 Jahre verlängern, um so seine Umlaufbahn genauer zu berechnen. Im April 2017 lagen insgesamt 203 Beobachtungen über einen Zeitraum von 25 Jahren vor. Die bisher letzte Beobachtung wurde im Dezember 2015 am Cordell-Lorenz-Observatorium (Tennessee) durchgeführt. (Stand 20. Februar 2019)

## Eigenschaften

### Umlaufbahn
2003 VS2 umkreist die Sonne in 245,59 Jahren auf einer leicht elliptischen Umlaufbahn zwischen 36,41 AE und 42,03 AE Abstand zu deren Zentrum. Die Bahnexzentrizität beträgt 0,072, die Bahn ist 14,82° gegenüber der Ekliptik geneigt. Derzeit ist der Planetoid 36,66 AE von der Sonne entfernt. Das Perihel durchlief er das letzte Mal 2003, der nächste Periheldurchlauf dürfte also im Jahre 2248 erfolgen.
Sowohl Marc Buie (DES) als auch das Minor Planet Center klassifizieren den Planetoiden als Plutino; letzteres führt ihn allgemein auch als «Distant Object».

### Größe und Rotation
Derzeit wird anhand von Beobachtungen mit dem Herschel-Weltraumteleskop von einem Durchmesser von etwa 523 km ausgegangen, basierend auf einem Rückstrahlvermögen von 14,7 % und einer absoluten Helligkeit von 4,11 m. Zuvor wurde der Durchmesser anhand der Daten des Spitzer-Weltraumteleskops auf 725 km geschätzt. Die scheinbare Helligkeit von 2003 VS2 beträgt 19,93 m; die mittlere Oberflächentemperatur wird anhand der Sonnenentfernung auf 44 K (−229 °C) geschätzt. Ausgehend von einer angenommenen plutoähnlichen Dichte von 2,0 g/cm³ ergibt sich eine geschätzte Masse von 1,5 · 1020.
Da anzunehmen ist, dass sich 2003 VS2 aufgrund seiner Größe im hydrostatischen Gleichgewicht befindet und somit weitgehend rund sein muss, sollte er die Kriterien für eine Einstufung als Zwergplanet erfüllen. Mike Brown geht davon aus, dass es sich bei 2003 VS2 um wahrscheinlich einen Zwergplaneten handelt. Gonzalo Tancredi lehnte 2010 dagegen einen Kandidatenstatus ab.
Berechnungen der Rotationsperiode liegen zwischen 7,41, (auch 7,42) und 8,77 Stunden, was anhand von Lichtkurvenbeobachtungen gemessen wurde, wobei der wahrscheinlichste Wert 7,41 Stunden beträgt. Demnach rotiert 2003 VS2 in 7 Stunden und 24,6 Minuten einmal um seine Achse. Daraus ergibt sich, dass er in einem 2003 VS2-Jahr 290535,2 Eigendrehungen („Tage“) vollführt.
| Jahr                                         | Abmessungen km     | Quelle              |
| -------------------------------------------- | ------------------ | ------------------- |
| 2007                                         | 725,2 +199,0−187,6 | Stansberry u. a.    |
| 2008                                         | 607,0              | Tancredi            |
| 2010                                         | 607,0              | Tancredi            |
| 2012                                         | 523,0 +35,1−34,4   | Mommert u. a.       |
| 2014                                         | >396,0             | Braga-Ribas u. a.   |
| 2016                                         | 607,47             | LightCurve DataBase |
| 2018                                         | 537,0              | Brown               |
| Die präziseste Bestimmung ist fett markiert. |                    |                     |